# M/S Disko i Holstensborg april 1934
|  | Denne artikel er oprettet af botten Steenthbot ud fra en ekstern database. Den kan derfor have sproglige fejl eller mangler. Denne skabelon kan fjernes efter kontrol af indholdet. |

M/S Disko i Holstensborg april 1934 er en dansk dokumentarfilm fra 1934 instrueret af Paul Hansen.

## Handling
Optagelser fra Holsteinsborg og udstedet Sarfanquak i Amerdlokfjorden. Slæde og slædehunde.